# SN 2000H
SN 2000H – supernowa typu IIb odkryta 2 lutego 2000 roku w galaktyce IC 454. Jej maksymalna jasność wynosiła 17,90m.